# Yasui Tetsu

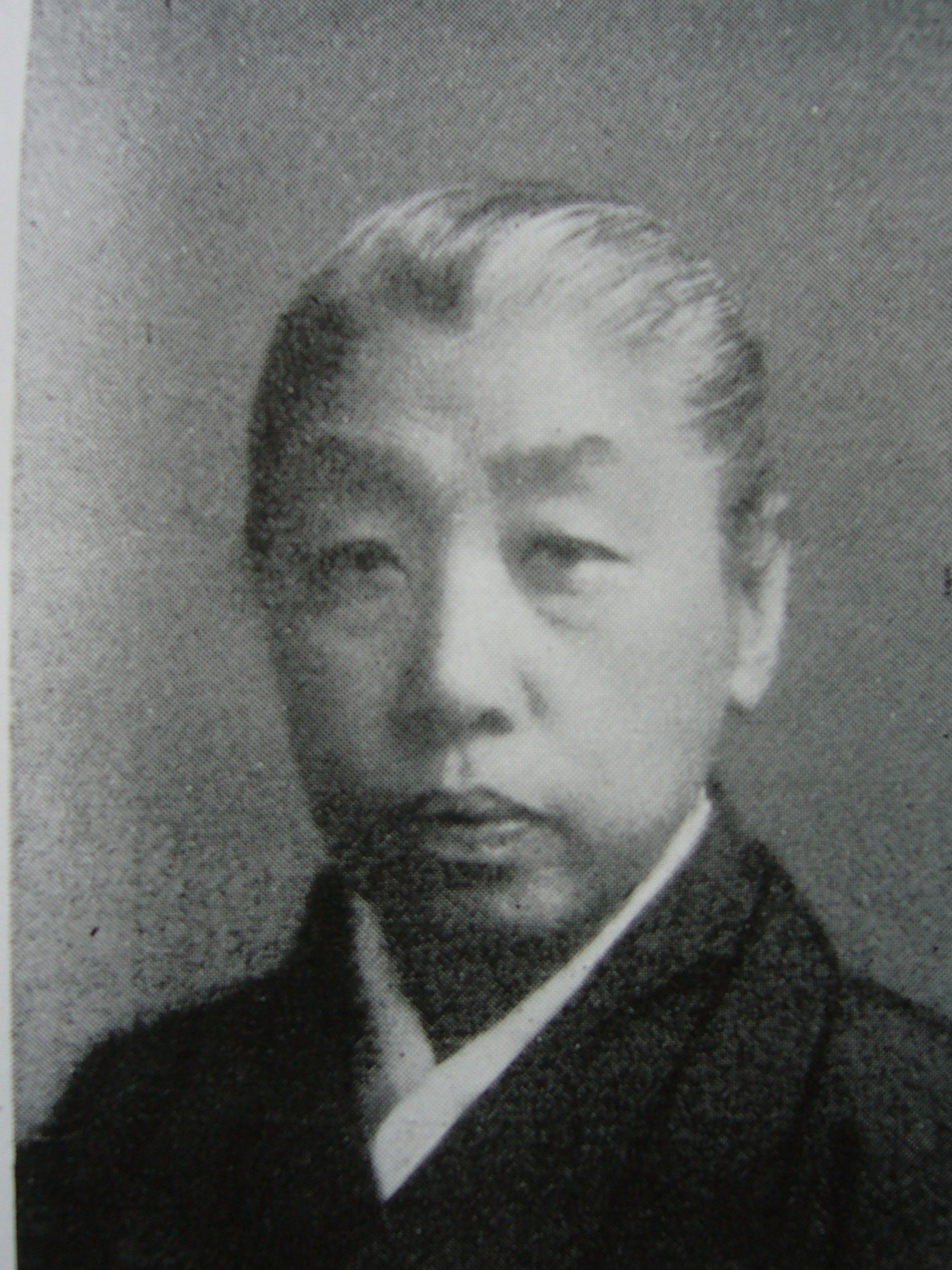
Yasui Tetsu

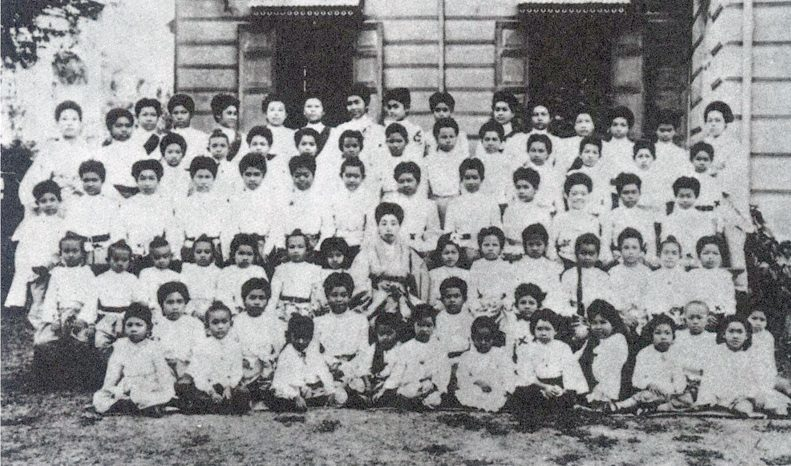
Yasui mit Schülern in Bangkok

Yasui Tetsu (japanisch 安井 てつ; geboren 24. März 1870 in Tokio; gestorben 2. Dezember 1945 ebenda) war eine japanische Pädagogin, die erste Japanerin, die als Direktorin einer Schule berufen wurde.

## Leben und Wirken
Yasui Tetsu wurde als älteste Tochter von Yasui Tsunokami (安井 津守) geboren, einem Hatamoto des Koga-Klans in der Provinz Shimousa. 1890 machte sie ihren Abschluss an der „Tōkyō Women's Higher Teacher School“ (東京女子高等師範学, Tōkyō joshi kōtō shihan gakkō). Danach unterrichtete sie an einer Grundschule, die seiner Alma Mater angegliedert war. Außerdem war sie nacheinander als Ausbilderin an der „Iwate Prefectural Teacher School“ (岩手県尋常師範学校, Iwate-ken Jinjō shihan gakkō) und dann an ihrer Alma Mater tätig. Sie studierte nebenbei Waka-Poesie und das „Genji Monogatari“ bei der Dichterin Higuchi Ichiyō.
1897 reiste Yasui als vom Kultusministerium staatlich gefördert zur Weiterbildung nach England, wo sie in Cambridge Psychologie und Pädagogik studierte. Nach ihrer Rückkehr nach Japan im Jahr 1900 wurde sie von Ebina Danjō getauft und gehörte der Hongō Church (本郷教会. Hongō kyōkai) an. Sie kehrte an ihre Alma Mater zurück, wurde aber 1904 zur Leiterin der Erziehung an der „Kaiserin-von-Siam-Mädchenschule“, der „Rajini School“ in Bangkok ernannt. Nach Beendigung ihrer Amtszeit 1907 reiste sie, diesmal auf eigene Kosten, nach England und studierte Ethik und andere Fächer. Im folgenden Jahr kehrte sie nach Japan zurück, unterrichtete am Gakushūin und an der „Joshi Eigaku Juku“ (女子英学塾). 1909 wurde sie Chefredakteurin der 1909 von Ebina gegründeten Bildungszeitschrift für Frauen „Shinjokai“ (新女界). 1910 kehrte sie an ihre Alma Mater zurück. 1918 wurde sie unter Vermittlung von Nitobe Inazō auf Bitten von sechs nordamerikanischen Missionaren in Japan zur Dekanin der der Vorläufereinrichtung der „Tokyo Women’s Christian University“ ernannt.
1923 erhielt Yasui die Ehrendoktorwürde des „Mount Holyoke College“ (USA). Nachdem Nitobe zurückgetreten war, war sie von 1923 bis 1940 Präsidentin der Tokyo Woman's Christian University. Sie übernahm die volle Verantwortung für die akademischen Angelegenheiten und das Studentenleben in den frühen Tagen der Universität und bestimmte deren Richtung. Ab 1943, in ihren letzten Jahren, wurde sie Schulleiterin der „Tōyō Eiwa Girls' High School“ (東洋英和高等女学校), dem heutigen „Tōyō Eiwa Jogakuin“ (東洋英和女学院), die während des Zweiten Weltkrieges in Schwierigkeiten geraten war.
Obwohl Yasui eine staatliche Schule absolvierte, widmete sie sich ein Leben lang der höheren Ausbildung christlicher Frauen an privaten Einrichtungen. Sie hinterließ eine Schriftensammlung „Wakaki hi no ato ― yasui tetsu shokan-shū“ (若き日のあと―安井てつ書簡集) – „Nach jungen Tagen: Briefe von Tetsu Yasui“. Bestattet wurde sie auf dem Friedhof Tama.